# 丰尼
丰尼（義大利語：Fonni），是意大利撒丁大区努奥罗省的一个市镇。总面积112.3平方公里，人口4138人，人口密度36.8人/平方公里（2009年）。ISTAT代码为091024。